# Tupiza

Tupiza är huvudstad i provinsen Sud Chichas i departementet Potosí i Bolivia. Staden, som har en beräknad folkmängd av 23 061 invånare (2008), ligger 3 160 meter över havet.
Tupiza och dess omgivning karaktäriseras av dramatiska röda bergväggar samt gröna jordbruksmarker i ett i övrigt torrt och bergigt landskap. Quebradasområdet är känsligt för översvämningar vid plötsliga skyfall.
I Tupiza byggdes den första teaterskolan i Bolivia och staden var även vaggan för syndikalistorganisationen vid 1952 års revolution. De största näringarna i staden är gruvindustrin samt vitlöks- och majsproduktion.
Staden nås med buss från Villazón i söder och Potosí i norr, liksom en järnväg mellan norr och söder som tidigare betjänade gruvsamhällen. Från Tupiza går det att nå lokala gruvdistrikt liksom Salar de Uyuni. Bussolyckor är relativt vanliga i området på grund av de branta sluttningarna vid de bergsvägar som går mellan städerna.